# نوكيا E62

نوكيا E62 هو أحد أجهزة نوكيا، شركة الهواتف والتقنية النقالة. يأتي هذا الجهاز مع شاشة نوعها 320 * 240 24-بت (16.7 مليون) لون. تم إصدار هذا الجهاز في 2006. أما بالنسبة لوضعية إنتاجه الحالية فلا يزال يُنتج. تقنيته/تردده هي GSM/EDGE. جيل الجهاز هو BB5.0. عامل الشكل (التصميم) للجهاز هو "قطعة حلوى.